# Vallée d'Ossoue
Pour les articles homonymes, voir Ossoue.
La vallée d'Ossoue est une haute vallée glaciaire de la chaîne de montagnes des Pyrénées située administrativement dans la commune de Gavarnie-Gèdre en Lavedan dans le département français des Hautes-Pyrénées, en région Occitanie.

## Étymologie
Ossoue est un hydronyme pyrénéen apparenté à Ousse.

## Géographie

### Situation
Orientée nord-ouest - sud-est, la vallée s'étend sur environ 10,5 km de longueur avec une largeur entre 3 et 5,5 km.
La vallée d'Ossoue est une vallée coincée entre la vallée de Gaube au nord ouest, la vallée du Lutour et la vallée d'Aspé au nord, la vallée des Pouey à l’est et l'Aragon au sud.
La vallée est adossée au flanc sud-est du Vignemale, où se trouve le glacier d'Ossoue, le seul des Pyrénées à développer une langue glaciaire de plus d'un kilomètre. Elle débouche sur la vallée de Gavarnie, plus à l'est.
Elle se trouve entre le massif d'Ardiden et le massif du Vignemale et est comprise entièrement dans la commune de Gavarnie-Gèdre.

### Topographie
Sur son flanc méridional, la vallée est composée de trois petites vallées orientées sud - nord :
- la vallée de la Canau à l'ouest ;
- la vallée de Sausse Dessus au centre ;
- la vallée des Espécières à l'est.

La limite amont de ces vallées est située sur la frontière franco-espagnole, en bordure de la province de Huesca, en Aragon.
La vallée peut communiquer avec la vallée de Lutour par le col de Labas ou le col d’Estom Soubiran.
Le sentier GR 10 longe le gave jusqu'au barrage.
La vallée d'Ossoue est surplombée au nord et au sud par des sommets avoisinant les 2 600 mètres :
- au nord : on trouve le pic de Labas (2 946 m), le pic d’Estom Soubiran (2 929 m), le pouey Mourou (2 848 m), le pic sud d'Aspé (2 924 m), le pic de la Badète d'Aspé (2 763 m), les Meyts (2 509 m), le Soum de Labassa (2 388 m), le Soum Blanc de Secugnat (2 577 m), le Soum Braqué (2 304 m) et le Soum des Canaus (2 279 m) ;
- au sud : sur la frontière franco-espagnole, le Vignemale (3 298 m), le pic de Cerbillona (3 247 m), le pic de Montferrat (3 219 m), le Petit pic de Tapou (2 923 m), le pic du Pla d'Aube (2 679 m), le pic du Port du Pla d'Aube (2 503 m), le pic de Lourdes (2 648 m), le pic du Cardal (2 569 m), le pic Crabère (2 590 m), le pic de la Bernatoire (2 518 m), le pic de Gabiet (2 716 m) et le Soum Blanc des Espécières (2 685 m) ;
- à l'ouest : la crête de la Hourquette sépare les vallées d'Ossoue et de Gaube.

Les cols de Labas (2 719 m), d'Estom Soubiran (2 719 m) et des Gentianes (2 719 m) permettent le passage vers le vallée du Lutour au nord-ouest.
Les cols de la Quieu (2 487 m) et d'Aspé (2 281 m) permettent le passage vers le vallée d'Aspé au nord.
Les cols de Cerbillona (3 195 m), de Lady Lister (3 200 m), la brèche de Tapou (2 611 m), le port du Pla d'Aube (2 432 m), du Cardal (2 361 m), de Crabère (2 431 m), de la Bernatoire (2 336 m) et des Espécières (2 334 m) permettent le passage vers l’Espagne au sud.

### Hydrographie
La vallée d'Ossoue est une vallée glaciaire, actuellement creusée par le gave d'Ossoue, un affluent gauche du gave de Gavarnie.

### Géologie
Il s'agit d'une ancienne vallée glaciaire dont il reste le glacier d'Ossoue en fond de combe.

## Protection environnementale
La partie sud de la vallée est située dans le parc national des Pyrénées et la vallée entière fait partie d'une zone naturelle protégée, classée ZNIEFF de type 1.

## Voies de communication et transports
Pour accéder à la vallée, suivre la route départementale 921 montant en direction de Gavarnie.
On y pénètre par une piste qui passe par la cabane de Milhas pour conduire au barrage d'Ossoue (1 834 m) à proximité de la cabane du même nom. Après la retenue d'eau, se trouvent les oulettes d'Ossoue, une petite plaine.